# 34e cérémonie des Hong Kong Film Awards
La 34e cérémonie des Hong Kong Film Awards s'est déroulée le 19 avril 2015.

## Meilleur film
- The Golden Era de Ann Hui
  - The Midnight After de Fruit Chan
  - Aberdeen de Pang Ho-cheung
  - Dearest de Peter Chan
  - Overheard 3 de Alan Mak et Felix Chong

## Meilleur réalisateur
- Ann Hui pour The Golden Era
  - Fruit Chan pour The Midnight After
  - Peter Chanpour Dearest
  - Dante Lam pour That Demon Within
  - Alan Mak et Felix Chong pour Overheard 3

## Meilleur scénario
- Alan Mak et Felix Chong pour Overheard 3
  - Zhou Zhiyong, Zhang Ji et Aubrey Lam pour American dreams in China
  - Wai Ka-fai, Yau Nai-hoi, Ryker Chanet et Yu Xi pour Blind Detective
  - Xue Xiaolu pour Finding Mr. Right
  - Jack Ng, Fung Chi-fung et Dante Lam pour Unbeatable

## Meilleur acteur
- Lau Ching-wan pour Overheard 3

## Meilleure actrice
- Zhao Wei pour Dearest

## Meilleur second rôle masculin
- Kenneth Tsang pour Overheard 3'

## Meilleur second rôle féminin
- Ivana Wong pour Golden Chicken SSS'

## Meilleur espoir réalisateur
- David Lee Kwong Yiu pour Insanity

## Meilleur film de Chine continentale ou de Taïwan
- Coming Home de Zhang Yimou

## Annexe